# Efectes de les armes nuclears
Les explosions nuclears produeixen molts diversos tipus d'efectes tots ells tremendament destructius en tots els aspectes. Es distingeixen en dues categories: efectes immediats, o primaris, i efectes alentits o secundaris. Entre els immediats hi ha l'ona expansiva, el pols de calor, la radiació ionitzant i l'impuls electromagnètic (EMP). En el grup dels alentits hi ha els efectes sobre el clima i el medi ambient, així com el dany generalitzat a infraestructures bàsiques per a l'activitat humana. A pesar de l'espectacularitat dels primers, són els danys secundaris els que ocasionarien la major part de les morts després d'un atac nuclear. Però els danys no solament s'han de mesurar per separat, ja que en molts casos actuen efectes sinèrgics; és a dir, que un dany potencia l'altre. Per exemple, la radiació disminueix les defenses de l'organisme i, al seu torn, aguditza la possibilitat d'infecció de les ferides causades per l'explosió augmentant així la mortalitat. És precisament aquesta multitud d'efectes i sinergies el que fa de les armes nuclears les més destructives que existeixen.
L'emissió inicial d'energia es produeix en un 80% o més en forma de raigs gamma però aquests són ràpidament absorbits i dispersats en la seva majoria per l'aire en poc més d'un microsegon, convertint la radiació gamma en radiació tèrmica (pols tèrmic) i energia cinètica (ona de xoc) que són en realitat els dos efectes dominants en els moments inicials de l'explosió. La resta de l'energia s'allibera en forma de radiació alentida (pluja radioactiva) i no sempre se sol comptar a l'hora de mesurar el rendiment de l'explosió. Les explosions a gran altitud produeixen un major flux de radiació extrema a causa de la menor densitat de l'aire (els fotons troben menys oposició) i, consegüentment es genera una menor ona expansiva.
Durant un temps abans de la invenció de la bomba, alguns científics van creure que la seva detonació en superfície podria provocar la ignició de l'atmosfera terrestre, generant-se una reacció en cadena global en la qual els àtoms de nitrogen s'unirien per a formar carboni i oxigen. Aquest fet aviat es va demostrar impossible, ja que les densitats necessàries perquè es produeixin aquestes reaccions han de ser molt més elevades que les atmosfèriques i si bé és possible que hi hagi reaccions addicionals de fusió en el cor de l'explosió aquestes no aporten energia suficient per a amplificar i propagar la reacció nuclear a la resta de l'atmosfera i la producció d'elements pesants cessa de seguida. Malgrat tot, aquesta idea persisteix en l'actualitat com una remor malentesa entre molta gent.
Explosions nuclears fins a la data:
- 2 bombes atòmiques han estat detonades en estat de guerra.
- S'han realitzat al voltant de 2.000 proves nuclears.
- 27 de les quals han estat realitzades per a construcció.

Nota: Totes les xifres que es donen a continuació, si no s'especifica el contrari, es referiran a un atac típic contra ciutats mitjançant un artefacte termonuclear de 20Mt.
ADVERTIMENT: Per a saber què fer i com actuar enfront d'un atac nuclear imminent, vegeu Protecció civil enfront d'un atac nuclear

## Efectes immediats

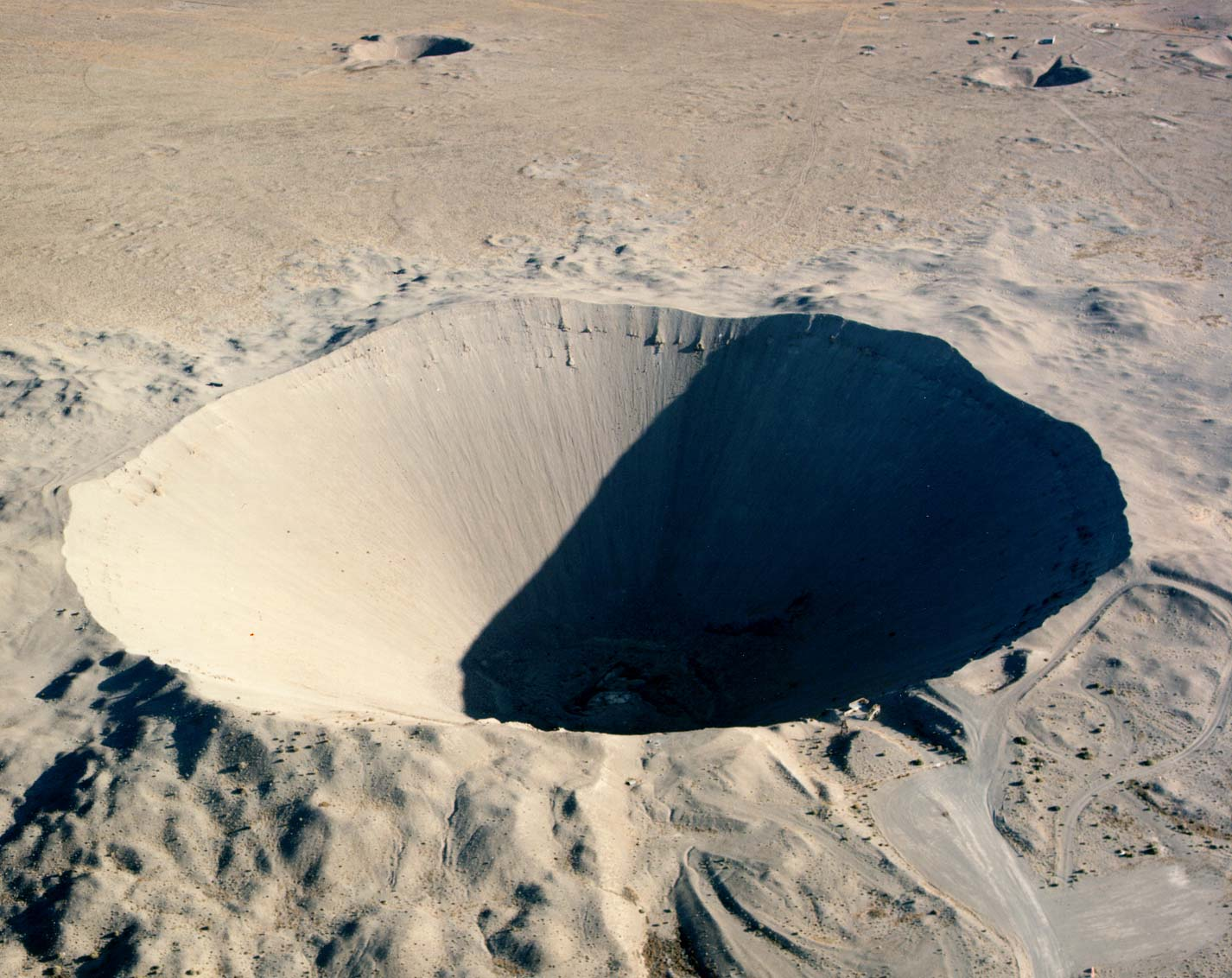
Cràter produït per una detonació nuclear. El cràter amida 100 metres de profunditat i 390 metres d'ample amb un total de 12 milions de tones de terra desplaçades.

En un artefacte nuclear, totes les reaccions de fissió i fusió es completen estant la bomba encara intacta. En una bomba típica d'uns 20Mt, s'arriba a una temperatura en el seu interior d'uns 300 milions de graus. Cal tenir en compte que el centre del Sol tan sols arriba als 20 milions de graus. Per a trobar temperatures d'aquest ordre cal anar als nuclis de les gegants vermelles d'heli. La temperatura assolida en qüestió de nanosegons és enorme, però ni tan sols això representa la major part de l'energia de la bomba. La major part d'aquesta energia s'allibera en forma de radiació.
Convé destacar que existeixen considerables diferències entre el rang i la qualitat dels efectes si la bomba és detonada arran de terra o a una certa altitud sobre el seu objectiu.

### La Zona Zero
Aquesta és la zona on es produeix l'explosió (epicentre) i les seves proximitats. Aquí la mortalitat és del 100% i tots els efectes es reben simultàniament sense cap desfasament. L'efecte conjunt és tan brutal que no queda res dret. Es coneix també com àrea de devastació o anihilació total. De fet, l'única cosa que pot quedar en aquest lloc després de l'explosió és un enorme cràter. La zona zero solament està present per a explosions a molt baixa altitud o arran de terra. Per a la bomba que ens ocupa el resultat és un cràter de 3 km de diàmetre i 60 metres de profunditat, l'altura d'un edifici de 20 plantes.
A continuació es descriuen els principals efectes ordenats segons el temps que empren per arribar a un objectiu situat a certa distància de la zona zero, anant del més ràpid al més lent.
La lletra c designa la velocitat de la llum, 299.792 km/s.

### Radiació ionitzant
Més informació a: radiació ionitzant i a radiotoxicitat
- Mecanisme de propagació: radiació electromagnètica i corpuscular emesa directament per l'explosió.
- Velocitat: c i pròxima a c respectivament.

Aproximadament el 80% de l'energia generada per les reaccions nuclears s'emet en forma de radiacions penetrants d'alta freqüències, perilloses per al cos, impactin on impactin. Es tracta de la radiació ionitzant. Aquesta es constitueix de radiació corpuscular (raigs alfa i beta) i de radiació electromagnètica (raigs gamma). Aquests últims són els realment perillosos a causa del seu gran abast i poder de penetració. La seva velocitat és la de la llum pel que els seus efectes es perceben simultàniament amb el flaix lluminós. A pesar d'això, el seu abast no és massa gran a causa de la forta interacció d'aquesta radiació amb la matèria, el que fa que perdi intensitat ràpidament amb la distància. De fet, és aquesta interacció el que confereix la letalitat a aquesta radiació. Convé no confondre aquesta radiació amb la radioactivitat romanent després de l'explosió. El pols de radiació comença i acaba amb l'explosió i és, per descomptat, molt més letal i intens que la radiació posterior.
Per a una bomba d'una megatona la radiació mataria a tot ésser viu situat en 15 km a la rodona. No obstant això, en el cas d'una bomba major, com en l'exemple proposat de 20Mt, els danys produïts per aquesta radiació no són importants. Això és perquè el seu rang d'efecte és menor que el del xoc termocinètic, el que vulgarment es coneix com la bola de foc de l'explosió que es detalla més endavant. En el cas d'artefactes més petits com els que van esclatar en les ciutats japoneses els seus danys sí que són considerables. Aquí el seu radi d'efecte és major que el de la bola de foc i poden produir lesions greus en els organismes vius que sobrevisquin a tots els altres danys.
Aquest és el motiu que molts japonesos supervivents de les explosions morissin a les poques setmanes de l'atac. Els primers símptomes són set intensa, nàusees, febre i taques a la pell produïdes per hemorràgies subcutànies. Aquests símptomes semblen remetre poques hores després. El pacient entra en un període de latència durant el qual les defenses (glòbuls blancs) i la capacitat regeneradora de l'individu minven considerablement deixant-lo més exposat a malalties e infeccions. Una o dues setmanes més tard s'entra en la fase aguda: diarrees, pèrdua de cabell i hemorràgies intestinals. Durant aquestes setmanes la víctima pot morir o recuperar-se.

### Pols electromagnètic

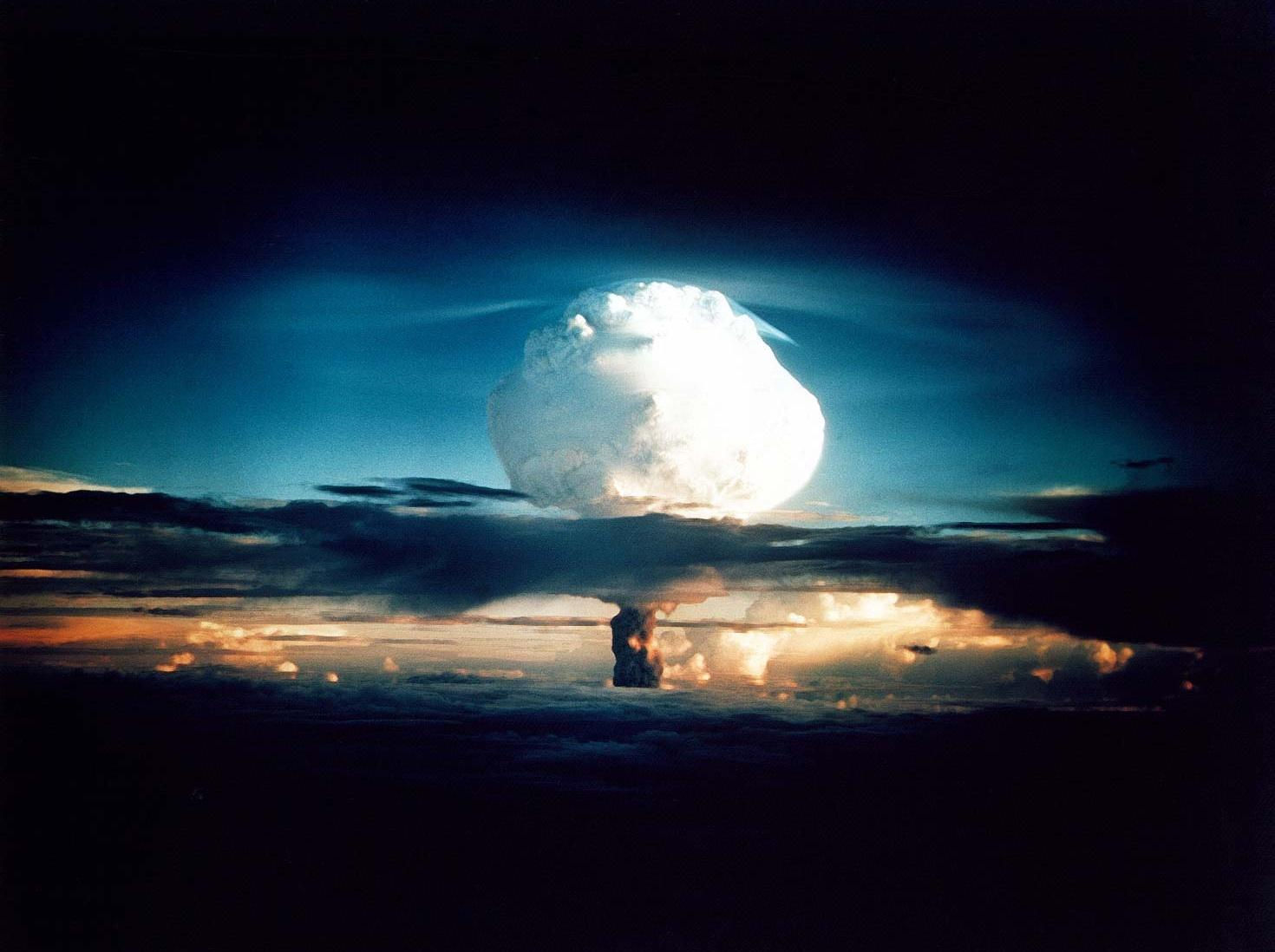
Primer artefacte termonuclear detonat amb un rendiment de 10,4Mt. S'observa que tota una franja d'aire ha quedat ionitzada adquirint un to blau. Per sobre de la capa de núvols alts s'aixeca un gegantesc núvol que es condensa a causa de la inestabilitat tèrmica generada per l'explosió.

Més informació a: Atac de pols electromagnètic
- Mecanisme de propagació: Flux d'electrons induït per radiació ionitzant.

- Velocitat: Relativista, és a dir, pròxima a c.

També conegut per les sigles EMP, de l'anglès Electromagnetic pulse, no es coneix que afecti directament als éssers vius però si se sap que produeix importants danys en totes aquelles infraestructures, vehicles i aparells que facin ús de sistemes i equips electrònics. Són precisament aquests danys els que han fet que molts enginyers militars vulguin construir armes que els maximitzin. Existeix la possibilitat de detonacions a gran altitud sobre ciutats o instal·lacions industrials encaminades solament a produir aquests danys als circuits de tots els components electrònics de l'àrea escombrada pel EMP.
La generació del EMP s'explica pel flux de radiació ionitzant procedent de l'explosió tant més intens com més potent sigui la bomba en qüestió. Aquesta radiació impacta sobre les molècules de l'aire arrencant-los els electrons de les seves capes més externes per efecte Compton. Per aquest motiu s'anomena radiació ionitzant, perquè ionitza. L'efecte és que els fotons són de tan alta freqüència que col·lideixen elàsticament amb els electrons. Aquests últims adquireixen gran part del moment lineal dels raigs gamma incidents i surten disparats a velocitats relativistes. Tota càrrega en moviment genera un camp magnètic i, al seu torn, està subjecta als camps magnètics que hi hagués prèviament com és el cas del camp magnètic terrestre. Fent explotar en l'alta o baixa troposfera el flux d'electrons i fotons es frena ràpidament a causa de l'elevada densitat de l'aire en aquesta capa, la més densa amb diferència de tota l'atmosfera terrestre. L'àrea afectada per aquest flux de càrregues en moviment es carrega amb un poderós camp electromagnètic de l'ordre de milers i fins a desenes de milers de volts per metre. El resultat és que tots els sistemes electrònics que hi hagi en aquesta zona i que no estiguin protegits per una gàbia de Faraday deixen de funcionar quedant avariats de forma irreversible. Una de les conseqüències «belles», per dir-ho així, és l'aparició d'aurores prop de l'àrea de detonació a causa de l'esmentada ionització que es produeix. A causa d'aquesta «virtut», les bombes EMP reben el nom de bomba de l'arc de Sant Martí.
Els possibles danys directes a persones i animals no es coneixen però si que hi ha possibilitats de rebre danys per estar pròxim a línies d'alta tensió, ja que aquestes rebran sobrecàrregues que poden provocar enormes guspires i descàrregues i fins i tot explosions i incendis elèctrics en les proximitats.
En el cas d'una detonació a l'alta atmosfera, és a dir, més amunt dels 50 km que arriba a l'estratosfera, els danys produïts pel citat efecte poden ser molt majors. Això és degut al fet que a aquestes altituds la densitat de l'aire és molt baixa i els raigs gamma poden viatjar gairebé sense oposició. Per a quan aquests entren a l'atmosfera, la superfície afectada per ells pot ser enorme, de la grandària de continents fins i tot. Un atac així podria fer-se sentir en gairebé tot un hemisferi sencer. A això se li diu atac de pols electromagnètic d'altitud, més conegut per les seves sigles en anglès HEMP. La diferència pel que fa als altres atacs EMP és que en aquest cas els efectes no es restringeixen un nivell local sinó que arriben a magnituds globals. Els danys d'alguna cosa així resulten impossibles de calcular. No solament es danyarien tots els circuits electrònics d'un gran nombre de països sinó que cal tenir en compte que no es podria fabricar ni reparar res, ja que en la societat tecnificada actual gairebé no hi ha res que no sigui electrònic. Nacions senceres quedarien paralitzades a la mercè dels enviaments de recanvis que altres nacions aliades els poguessin subministrar.

### Centelleig lluminós
- Mecanisme de propagació: radiació electromagnètica.
- Velocitat: c.

El primer que es fa present, a primera vista, en l'explosió d'una bomba atòmica és el seu potent centelleig de llum. I això és solament una petita part dels fotons emesos. La majoria posseeixen freqüències molt més curtes que van des dels raigs X al gamma extrem. El centelleig es propaga a velocitat c i encegarà temporalment a tota persona que es trobi mirant en la direcció de l'explosió en un radi de 500km. Per aquells que es trobin a distàncies més curtes les lesions oculars poden arribar a ser permanents. En una bomba de 20Mt l'emissió de llum intensa duraria entorn de 20 segons.
Per aquesta raó en tots els assaigs nuclears és obligat dur posades ulleres especials, ja que, a pesar de trobar-se a distància segura per a tots els altres efectes, el del flaix lluminós és, amb diferència, el que més abast té.
El flaix lumínic es produeix pels mateixos mecanismes d'absorció i reemissió pels quals es produeix el pols tèrmic que es detalla més avall.
Es pot dir que amb l'explosió apareixeria de cop i volta un segon sol molt més lluminós que el real. Aquest sol no solament lluiria amb molta més intensitat durant uns mil·lisegons sinó que també cremaria amb més força com es veurà en el següent apartat. Si la detonació ocorre en plena nit, durant uns deu o vint segons la zona afectada estarà més il·luminada que amb la llum del dia.

### Pols tèrmic

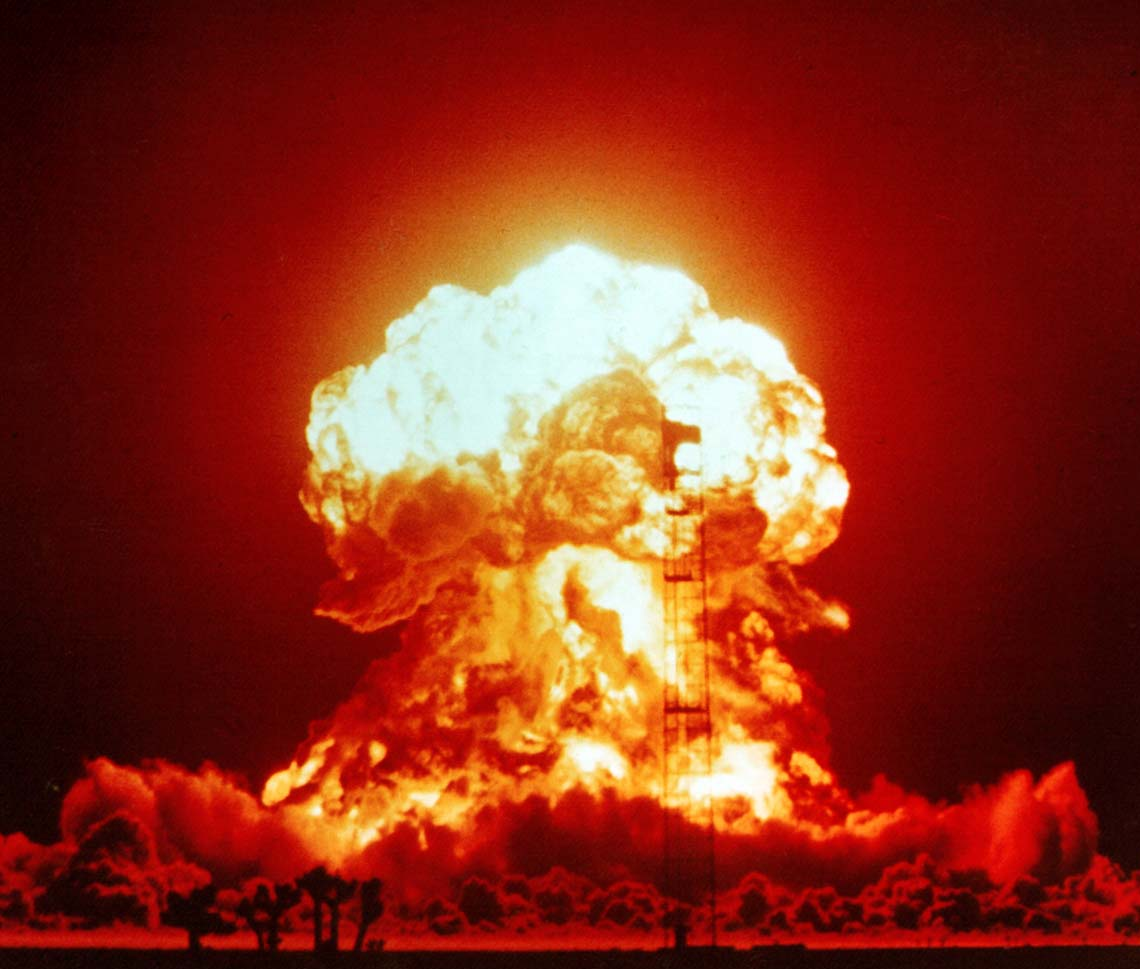
Bola de foc d'una detonació a la zona de proves de Nevada amb un rendiment de 23 kt.

- Mecanisme de propagació: Radiació tèrmica induïda pel flux intens de raigs gamma combinada amb la conducció tèrmica del plasma resultant.
- Velocitat: Pròxima a c en les proximitats. Disminueix amb la distància.

Després del primer esclat lumínic es pot distingir una gegantesca bola de foc que es forma gairebé a l'instant. A partir d'aquest moment la bola de foc esfèrica s'expandeix lentament fins a estabilitzar-se i començar a disgregar-se. El procés és bastant complex i s'origina a partir d'una sèrie de fenòmens químics i radiants molt poderosos que es donen en les proximitats de l'explosió.
Els raigs gamma i la resta de radiació directa emesa per les reaccions nuclears ja està lluny de l'epicentre. Mentrestant, les molècules d'aire s'han dissociat per complet, els àtoms lliures resultants s'han ionitzat i els seus orbitals més interiors es troben sobreexcitats pel que hi ha una enorme energia potencial continguda en els àtoms a punt d'alliberar-se en qüestió de microsegons. I tot això ha estat induït per la citada radiació ionitzant. El 80% de l'energia inicial de la bomba. Pocs instants després aquests àtoms comencen a recuperar estats menys energètics. Els electrons disminueixen els seus nivells d'excitació en cascada, nivell a nivell, i alguns ions comencen ja a capturar els primers electrons lliures. Ambdós fenòmens, la captura d'electrons i les desexcitacions en cascada, són font de radiació. Inicialment és radiació d'alta freqüència però de seguida decau i es va imposant la radiació tèrmica (infraroigs, ona de calor) i la visible (flaix de llum). Això és perquè els fotons ionitzants i/o excitants són més energètics que els reemesos en les captures i desexcitacions subsegüents. Aquest fenomen quàntic provoca l'aparició en qüestió de pocs microsegons d'un flux enorme de radiació tèrmica que es propaga, naturalment, a velocitat c.
Es pot dir que una bona part de l'energia en forma de radiació ionitzant s'ha transformat mitjançant aquest procés en radiació tèrmica. L'aire absorbeix part de la radiació penetrant i reemet aquesta energia a freqüències més baixes. AL final, aproximadament el 35% de l'energia de la bomba s'alliberarà en forma de radiació tèrmica. Aquesta radiació s'expandeix en forma d'una espècie d'ona de calor o pols tèrmic que abrasa tot el que troba provocant, a les regions més pròximes a la zona zero, la combustió espontània de tots els objectes inflamables, persones incloses. Es fonen i evaporen metalls i roca, en la zona zero tot es volatilitza, més lluny se segueixen cremant coses i s'origina un gran incendi podent desembocar en una violenta tempesta ígnia com es veurà més endavant. Fins i tot a gran distància el pols encara pot provocar cremades de consideració a tots els que quedin exposats al flux tèrmic. Per a una bomba de 20 Mt qualsevol persona exposada a 45 km de distància sofrirà cremades de segon grau.
Però l'efecte va més enllà encara. L'aire, en condicions normals, és molt mal conductor tèrmic però en aquesta situació extrema s'arriben a diferències de temperatura de desenes o fins a centenars de milers de graus en cosa de pocs metres. El rendiment del transport tèrmic per conducció, àdhuc sent baix, contribueix de forma important a expandir encara més l'abast de la bola de foc després de la seva formació i a homogeneïtzar bastant la temperatura en el seu interior. Aquesta bola de foc característica es produeix per la mateixa incandescència i combustió de l'aire. Les temperatures que assoleix fan que oxigen i nitrogen reaccionin entre si, formant òxids de nitrogen la qual cosa absorbeix una part de l'energia.
I tot això ocorre moments abans que arribi la brutal ona de xoc.
En el bombardeig nuclear de les ciutats japoneses es conserven murs que van sobreviure a la devastació però que van deixar impreses les ombres de les persones que passaven en aquell moment per allí. Prova inequívoca de l'efecte devastador de la radiació tèrmica intensa, la qual va quedar apantallada per desenes de cossos deixant algunes zones de la paret sense abrasar; just aquelles que tapaven els transeünts en aquell instant.

### Ona de xoc

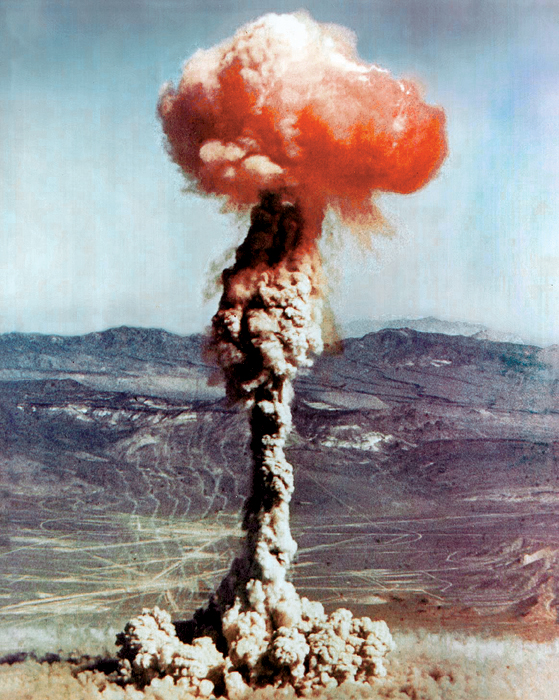
Fong nuclear recent format després d'una detonació de 14 kt en la zona de proves del desert de Nevada.

- Mecanisme de propagació: Ona de pressió mecànica

- Velocitat: Al voltant de 1200 km/h (la velocitat del so)

Les ones de xoc no són més que ones de pressió, com també ho és el so, pel que viatgen a la seva mateixa velocitat. Els explosius convencionals es basen en l'expansió sobtada de l'aire per a provocar una ona expansiva que copegi sobre construccions i persones. A tot estirar pot tractar-se d'artilugis incendiaris que provoquin una deflagració simultània, però en el cas de les bombes atòmiques la destrucció sobre el terreny és enorme tot i que l'ona de xoc ni tan sols ha escapat de l'epicentre de l'explosió. Si bé l'aire circumdant ja ha incrementat la seva temperatura en milers de graus a causa de la radiació tèrmica, encara existeix un volum d'aire escalfat fins a uns 100 milions de graus Celsius. Aquest aire solament pot fer una cosa: expandir-se.
La diferència de temperatures és tan brutal que l'ona de xoc resultant és summament energètica i de molt llarga durada, en contrast amb les que produeixen els explosius convencionals, cosa que dona temps perquè embolcalli edificis i, en definitiva, qualsevol cosa a la que arribi. L'efecte no és tant el d'una embranzida sinó més aviat una espècie d'espremuda en totes direccions. L'aire sobreescalfat als voltants de la zona zero és impulsat cap a la perifèria reforçant l'efecte abrasador de la bola de foc. A distàncies més enllà de la zona de volatilització, construccions, vehicles, arbres i qualsevol cosa que si pogués trobar és triturada i les seves restes expulsades a velocitats supersòniques formant-se així un enorme cràter. A distàncies encara majors l'efecte no és tan poderós, es trenquen cristalls, mentre animals i persones són tombats i/o llançats a diversos metres de distància. La pitjor part es deu a l'impacte de totes les escòries llançades que actuen com a projectils. Aquest bombardeig d'objectes impacta a tot arreu ferint i mutilant i fins i tot enderrocant edificis. Conduccions de gas, vehicles i gasolineres esclaten causant incendis dispersos de consideració.
L'aire tremendament calent de l'epicentre no solament s'expandeix sinó que també ascendeix deixant un buit a l'àrea de l'explosió. L'ona expansiva impedeix que aire més fred ompli aquest espai fins que aquesta ha passat. Llavors és quan es forma el reflux. L'aire cau sobre el buit deixat per un corrent ascendent de gran velocitat que s'enduu cendres, escòries i pols de l'explosió. El reflux és més un vent huracanat que una ona de xoc però pot també contribuir a avivar més les flames dels incendis i a acabar d'enderrocar construccions molt afeblides. Es produeix així un corrent convergent sobre el punt zero que acaba en una zona d'ascens vertical on a poc a poc es va aixecant el característic fong nuclear. En les bombes termonuclears aquest fong arriba a altituds estratosfèriques pel que la permanència de les partícules en suspensió serà molt més llarga que en les bombes menys potents. En qualsevol cas la cendra i la pols en ascens aviat enfosqueixen la zona pròxima a l'explosió quedant solament il·luminada pels incendis impossibles de sufocar. Per a una bomba típica de 20 Mt, en 20 km a la rodona no quedarien més que enderrocs.
En l'estratègia militar per a l'atac a ciutats es va idear l'atac d'altitud per a incrementar l'àrea d'efecte de l'ona expansiva. Això és perquè arran de terra l'ona de xoc perd energia més ràpidament en estar en contacte amb el sòl. Si bé la destrucció a l'epicentre és molt major que en una bomba d'altitud el radi d'efecte de l'ona de xoc serà menor, però no el del pols tèrmic. En les bombes d'altitud l'ona expansiva té, a més, característiques distintes, ja que és més una aixafada contra el sòl que una embranzida horitzontal. En aquest cas l'ona arriba amb més potència a zones més llunyanes però no s'origina un cràter ni un devessall brutal de deixalles i ruïnes. L'atac a Hiroshima va ser un atac d'altitud i, tot i ser una bomba menys potent que la de Nagasaki va provocar majors danys també ajudada, tot cal dir-ho, per un terreny més pla i desprotegit. Els atacs directes quedarien reservats solament als búnquers i altres objectius militars anomenats durs.
Existeix una fórmula per a avaluar el dany estadístic produït per l'ona sobre col·lectivitats d'individus que es trobin en la zona de l'explosió atenent a la sobrepressió produïda per l'ona de xoc. És la següent:
{\displaystyle p={\frac {6Y}{R^{3}}}}
On p és la sobrepressió en PSI, Y la potència de la bomba en Megatón i R el radi d'acció en quilòmetres.

### Pluja radioactiva local
- Mecanisme de propagació: el vent
- Velocitat: Variable segons el vent i les condicions atmosfèriques

Els danys immediats acaben finalment amb el fallout o pluja radioactiva local. Gran part de les cendres i pols en ascensió procedents de l'explosió comencen a dipositar-se de nou sobre el sòl hores després. Tot aquest material està summament irradiat. Això incrementa els nivells de contaminació radioactiva de la zona, però no només això sinó que també omple l'aire de partícules que poden ser ingerides per tots els supervivents de l'àrea per via respiratòria. La seva acumulació en la pell ja és per ella mateixa nociva, però no menys que els danys que comporta respirar aquesta pols. L'àrea de deposició de la pluja dependrà de les condicions atmosfèriques posteriors a la detonació.
Aquesta pluja no cal entendre-la en un sentit literal. Són partícules que cauen i es van dipositant gradualment contaminant-ho tot. Però pot ocórrer que per les condicions meteorològiques del moment plogui de debò en alguna part propera a l'explosió. En aquests punts, sí que es produeix una pluja radioactiva en un sentit estricte (rainfall). Aquests llocs reben una especial dosi de contaminació, per això allà on plou realment sol quedar el que es diu un punt calent on la intensitat de la contaminació és molt elevada.

### Enfosquiment radioelèctric
L'enfosquiment o blackout també és un efecte col·lateral de la radiació ionitzant. Com s'ha explicat els raigs gamma emesos per una detonació nuclear ionitzen tot l'aire en quilòmetres a la rodona. Com més potent sigui la bomba major serà aquest radi. La ionització inicial es transforma en l'ona termocinètica ja descrita però després de la destrucció inicial segueix quedant un volum d'aire romanent altament ionitzat i excitat. El blackout és producte d'aquesta ionització així com de la sobreexcitació electrònica i es produeix perquè els ions comencen a neutralitzar-se captant electrons lliures, i els electrons excitats comencen a caure a nivells energètics més baixos. Quan capten un electró s'allibera un fotó amb una energia que depèn dels nivells quàntics de l'àtom o molècula que es neutralitza. Aquest fotó sol ser de baixa energia però el fenomen multiplicat pels milions d'àtoms i molècules captant electrons alhora produeix una emissió saturant que genera un soroll radioelèctric que impedeix el pas de les ones electromagnètiques de baixa freqüència. És a dir, ones de ràdio, microones,... Aquest efecte pot durar des d'unes poques hores a setmanes i depèn molt, no solament de la potència de la bomba, sinó també de les condicions atmosfèriques de la zona, que poden fer que es renovi i barregi l'aire ràpidament o que romangui la bossa d'aire ionitzat durant diversos dies.
Per aquest motiu les bombes que maximitzen l'emissió de raigs gamma no solament s'anomenen bombes EMP sinó també bombes blackout. Aquesta propietat ha estat aprofitada per l'estratègia militar nuclear per a crear àrees de blackout abans de l'atac real que impediria la possible intercepció dels míssils veritables o simplement encegaria a la nació atacada i possiblement la deixaria indefensa davant d'atacs d'altra índole. De la mateixa forma que es pot produir un EMP de gran altitud es produirà també un blackout de gran altitud que pot cobrir continents sencers. No és d'estranyar que tals artefactes siguin objecte del més alt secret.

### Taula d'efectes immediats
La següent taula recull els més importants efectes directes d'una explosió nuclear sota certes condicions: 
- Terreny relativament pla
- Temps clar, visibilitat 20 quilòmetres
- Altitud de l'explosió optimitzada per a 20 PSI (103 kPa)
- Bombes típiques, no bombes de neutrons o altres dispositius de radiació reduïda o maximitzada.

El punt màxim de sobrepressió en la zona zero és d'aproximadament 42 PSI (290 kPa) en tots els casos a causa de l'optimització realitzada.
| Rang efectiu (projecció al nivell del sòl / km)       | Rendiment de l'explosió / Altitud de la detonació | Rendiment de l'explosió / Altitud de la detonació | Rendiment de l'explosió / Altitud de la detonació | Rendiment de l'explosió / Altitud de la detonació |
| Rang efectiu (projecció al nivell del sòl / km)       | 1 kt / 200 m                                      | 20 kt / 540 m                                     | 1 Mt / 2,0 km                                     | 20 Mt / 5,4 km                                    |
| Ona de xoc                                            |                                                   |                                                   |                                                   |                                                   |
| Àrees urbanes completament arrasades (20 PSI)         | 0,2                                               | 0,6                                               | 2,4                                               | 6.4                                               |
| Destrucció de la major part d'edificis civils (5 PSI) | 0,6                                               | 1,7                                               | 6,2                                               | 17                                                |
| Danys moderats en els edificis civils (1 PSI)         | 1,7                                               | 4,7                                               | 17                                                | 47                                                |
| Ona de calor                                          |                                                   |                                                   |                                                   |                                                   |
| Incineració                                           | 0,5                                               | 2,0                                               | 10                                                | 30                                                |
| Cremades de tercer grau                               | 0,6                                               | 2,5                                               | 12                                                | 38                                                |
| Cremades de segon grau                                | 0,8                                               | 3,2                                               | 15                                                | 44                                                |
| Cremades de primer grau                               | 1,1                                               | 4,2                                               | 19                                                | 53                                                |
| Radiació ionitzant (en distància a l'explosió¹ / km)  |                                                   |                                                   |                                                   |                                                   |
| Dosi letal² (neutrons i raigs gamma)                  | 0,8                                               | 1,4                                               | 2,3                                               | 4,7                                               |
| Dosi total per a la síndrome d'irradiació aguda.²     | 1,2                                               | 1,8                                               | 2,9                                               | 5,4                                               |

¹) Per a la radiació directa es mostren els efectes en distància real en comptes d'en distància respecte al nivell del sòl perquè alguns efectes no es donen a certes altituds. Per a saber la distància respecte a l'epicentre de l'explosió (punt del sòl on cau la projecció de la vertical que passa pel punt de la detonació aèria) solament cal aplicar el teorema de Pitàgores, coneixent l'altitud d'aquella.
²) La síndrome de radiació aguda correspon a una dosi d'un gray, mentre que la dosi letal correspon a deu grays. Cal tenir en compte que això solament és una estimació aproximada atès que les condicions ambientals i de cada individu no són tingudes en compte.

## Efectes alentits

### Incendis
En un atac nuclear limitat sobre ciutats, la principal causa de mort al llarg de les hores posteriors a la detonació seran sens dubte els incendis. Aquests es formen al llarg de tota l'àrea d'efecte de la bola de foc. Però també a la perifèria principalment fruit de les múltiples explosions de conduccions de gas, gasolineres i vehicles. Aquests incendis aïllats poden ser extremadament virulents si les condicions es presten. Dependrà en gran manera de les característiques de construcció d'edificis i de la quantitat de vegetació propera (parcs, jardins...) en la que aquests incendis creixin. Igual d'importants seran les condicions atmosfèriques (el vent i aire sec pot fer-los créixer). El vent està garantit en les zones pròximes a l'explosió. El reflux de tornada avivarà les flames i aportarà oxigen als incendis que s'uniran ràpidament entre ells. Si les condicions són òptimes l'incendi central anirà absorbint tots els focs perifèrics fins a formar una gran massa flamejant autosostinguda. La calor produïda en el seu centre fon metalls i trenca els edificis encara drets. No triga a formar-se un sistema de baixes pressions a causa de l'aire abrasador que ascendeix des de l'epicentre. L'aire circumdant comença a caure en espiral formant-se un corrent ciclònic que a mesura que l'incendi pren proporcions gegantesques creix en velocitat i en intensitat. Aquest corrent manté l'incendi amb una aportació constant d'oxigen renovant l'aire contínuament. Es crea així una tempesta de foc impossible d'aturar que acaba engolint tota la ciutat sencera.
Si la ciutat no és evacuada ràpidament les flames, les elevades temperatures i els gasos tòxics acabaran amb tot ésser viu que hagi romàs entre les seves ruïnes. Una cosa semblant va ocórrer després del bombardeig d'Hiroshima.

### Destrucció de la capa d'ozó
Més informació a: capa d'ozó
Si l'intercanvi nuclear adquireix magnituds globals llavors la capa d'ozó es veurà molt afeblida per la presència d'òxids de nitrogen en grans quantitats a l'atmosfera i per la mateixa calor de les explosions. Això duria a una sinergia produïda pel mateix holocaust que es materialitzaria en un augment de la radiació ultraviolada i, per tant, en una potenciació de les malformacions, esterilitat, mutacions i càncers ja molt incrementats per l'augment de radioactivitat a l'ambient.

### Hivern nuclear
Més informació a: hivern nuclear
A més llarg termini es troben els efectes climàtics d'un atac nuclear mutu. Naturalment aquests efectes no es poden produir en un atac limitat a pocs objectius. Però en el cas d'un atac generalitzat els efectes es donen per la multiplicitat i la simultaneïtat de les explosions al llarg de gran part del globus. Es consideren dos efectes climàtics coneguts. Ambdós van encaminats a incrementar el nivell d'enfosquiment global. D'una banda es fan més absorbents les capes altes de l'atmosfera mitjançant l'aportació de cendra i pols procedents dels incendis i detonacions. Aquesta capa fosca tapa els raigs solars com un mantell fosc. Se sap que una alta atmosfera més càlida comporta una superfície més freda i això és el que ocorre. Així mateix, com s'ha esmentat abans, les detonacions atmosfèriques generen grans quantitats d'òxids de nitrogen. Gas que a baixa altitud contribueix a l'escalfament global (efecte hivernacle) però que a les altituds a les quals és transportat per les explosions nuclears es converteix en un potent gas reflector, que absorbeix i priva a la superfície d'una banda important de la radiació que incideix sobre la Terra.
Tot això fa que la Terra es refredi durant els dies següents al conflicte nuclear sent aquest refredament tant més important com més gran hagi estat el nombre de megatons detonats, així com el nombre de ciutats atacades.

### Desestructuració de la societat
Del que ha passat en casos de desastres naturals es pot deduir que no serien infreqüents els delictes de tota classe, principalment contra la propietat, saqueigs, violacions i altres, encara que això pot dependre de la idiosincràsia del país atacat. En aquest cas, no és inimaginable que les autoritats dictin el toc de queda, amb la qual cosa l'exèrcit podria arribar a suposar un problema més, i es faria molt difícil l'exercici de les llibertats dels ciutadans.
Per a tals eventualitats, els EUA i l'URSS van preparar una sèrie de búnquers antinuclears distribuïts per gran part del seu territori, que haurien de salvaguardar sectors de l'administració i de l'exèrcit que serien ràpidament traslladats al seu interior al primer avís d'atac. Es pensava que després de l'atac l'estat hauria de comptar amb la capacitat de desplegar de nou una força d'actuació ràpida que imposés una llei marcial en les zones atacades. Després de l'11 de setembre diverses persones van ser traslladades a un complex secret per a mantenir un estat paral·lel si la situació se'ls escapava de les mans. Exactament aquest operatiu d'administració paral·lela era el que es devia posar en pràctica quan el país fos atacat.
Un atac nuclear destruiria nombroses edificacions, fàbriques, rescloses i tot tipus d'edificis civils, o els inutilitzaria per al seu ús per a la població degut a la radiació residual. Això darrer també impediria la repoblació, o àdhuc la població de zones abans no habitades i, per tant, el desplaçament de la població afectada cap a altres llocs. Tant la població com els recursos materials de tota classe resultarien danyats, i no és cap bogeria imaginar que a partir d'un cert nivell de destrucció nuclear s'acabaria amb la vida de continents sencers, i que un atac nuclear a gran escala entre les grans potències podria fer que la Terra es convertís en un planeta mort.

## Sinergies
Més informació a: sinergia
Sinergia és el resultat de l'acumulació d'efectes que fan que, al final, aquests siguin més greus del que per ells sols serien. Es pot resumir en la frase, la suma de les parts és més que el tot. Una sinergia resulta de la combinació d'efectes que fa que s'agreugin més les conseqüències. Així doncs no és el mateix un atac aïllat que un bombardeig nuclear generalitzat sobre una nació. Les sinergies produïdes pel primer són molt menors i, per tant, els danys també.
- La detonació provoca ferides a moltes persones i també les sotmet a altes dosis de radiació.
- Una irradiació provoca major predisposició a sofrir infeccions així que les ferides que hagin sofert poden agreujar-se amb major probabilitat.
- Així mateix la destrucció de les infraestructures és tan gran que la insalubritat i la mort corren a plaer pels carrers i no triguen a aparèixer les malalties sense que hi hagi hospitals que hi puguin fer res, atès que les ciutats veïnes també han estat bombardejades.
- La radioactivitat afebleix les defenses de les víctimes, això fa que aquestes contreguin les malalties amb major facilitat.
- El reflux després de l'explosió provoca un corrent convergent sobre la zona zero que aporta aire fresc al gran incendi originat per la bola de foc tèrmica. Aquest nou oxigen aporta comburent a les flames i el corrent d'aire les aviva i les propaga. Amb molta probabilitat, i si les condicions atmosfèriques acompanyen, es forma una tempesta de foc.
- Si l'atac ha estat generalitzat la idea de veure la mateixa civilització reduïda a ruïnes col·loca a l'individu en un estat de prostració que no l'ajuda a superar les seves malalties i encara l'acaba duent a la mort amb resignació.
- Davant la situació caòtica i descontrolada, bandes de gent que abans es trobaven a l'escalafó més baix de la societat ara es lliuren al pillatge i al saqueig. Si la llei i l'ordre han sucumbit també ho fan les bones maneres. Pot ser que la vida perdi valor ràpidament.